# Karl Mogler
 Karl Mogler (* 3. Mai 1896 in Heilbronn; † 29. Dezember 1990 ebenda) war ein deutscher Architekt.

## Leben und Wirken

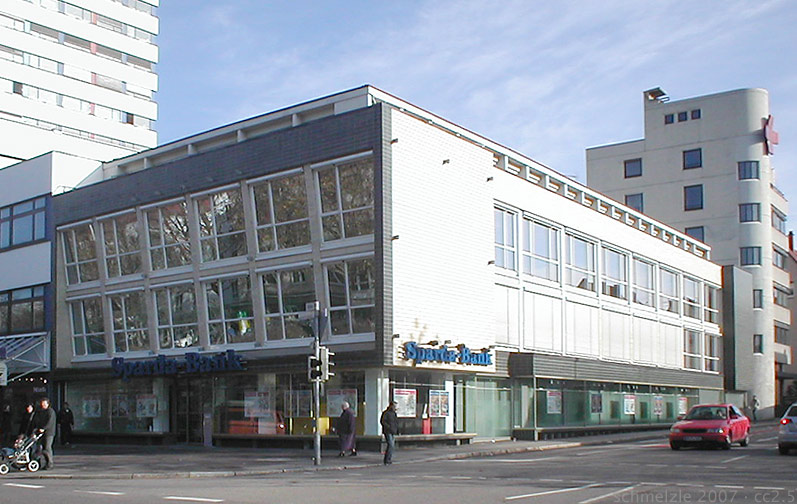
Einrichtungshaus Kost in Heilbronn

Mogler besuchte die Oberrealschule in Heilbronn und nahm am Ersten Weltkrieg teil. Danach studierte er an der Baugewerkschule Stuttgart und arbeitete ab 1924 als freier Architekt. Nach Großvater August Mogler und seinem Vater war Karl Mogler die dritte Generation von Baumeistern innerhalb der Familie Mogler aus Heilbronn-Böckingen.
Ab 1919 war er im Württembergischen Baumeisterbund tätig und gehörte in der Nachkriegszeit zu den Gründern der Bezirksgruppe Heilbronn / Öhringen des Baden-Württembergischen Baumeisterbunds, deren Vorsitzender er dann jahrelang war. Er führte die Entwürfe von Hans Paul Schmohl für das Einrichtungshaus Karl Kost aus. Er war auch Bauleiter für Gustav Ernst Kistenmacher und führte den ersten Bauabschnitt des Gebäudes der Heilbronner Stimme aus.